# Bálažka
Bálažka  (643 m) – najdalej wysunięty na południe i na wschód szczyt Hromovca na Słowacji. Wznosi się po zachodniej stronie miejscowości Kamenica. Stoki wschodnie opadają do doliny Lipiańskiego Potoku, zachodnie do potoku Rohovčik. W kierunku północnym grzbiet Bálažki łączy się ze szczytem Rohov.
Bálažka jest niemal całkowicie porośnięta lasem. Duża polana znajduje się na przełęczy między Bálažką a Rohovem. Wschodnimi, południowymi i południowo-zachodnimi stokami Bálažki poprowadzono linię kolejową, a zachodnimi szlak turystyczny przecinający tory kolei.

## Szlak turystyczny
Lipany – Sedlo Bálažka – Rohov – Putnov – Demianka – Kňazová – Vislanka